# Anja Rupel
Pour les articles homonymes, voir Rupel (homonymie).
Anja Rupel (née le 19 mars 1966) est une chanteuse slovène de musique pop, une compositrice, une journaliste et une présentatrice radio.

## Biographie
Anja Rupel est plongée dès l’enfance dans la musique. En 1982, elle devient la chanteuse du groupe musical Videosex. Le célèbre groupe en Yougoslavie enregistra quatre albums dont Videosex 84 (1983). Ils jouèrent également avec d’autres groupes musiciens comme Ekatarina Velika ou Otroci socializma à Belgrade. Le groupe se scinda en 1992. 
La chanteuse débuta alors une carrière en solo et enregistra un premier album intitulé Odpri oči (« Ouvre tes yeux ») en 1994. Elle joua ensuite avec le groupe techno-industriel Laibach. En 1988, elle interpréta la chanson des Beatles Across the Universe en devenant la première slovène à passer sur la chaîne MTV. Elle enregistre ensuite un second album en collaboration avec le musicien slovène Rudi Štigel.
En 1987, elle interprète un rôle dans le film Hudodelci (« Criminels ») réalisé par Franci Slak ainsi que dans d’autres films.
Elle est mariée au chanteur Aleš Klinar, membre du groupe pop/folk Agropop et a donné naissance à une fille dénommée Luna en 2002.

## Discographie

### Avec Videosex
- Videosex 84, 1983;
- Lacrimae Christi, 1985 ;
- Svet je zopet mlad, 1987 ;
- Arhiv (compilation), 1997 ;
- Ljubi in Sovrazi.

### Solo
- Odpri oči (Ouvre tes yeux), 1994 ;
- Življenje je kot igra (La vie est un jeu) ;
- Moje sanje (Mes rêves) ;
- Ne ustavi me nihče (Personne ne m’arrête).